# Фонтене (Приморская Шаранта)
Фонтене́ (фр. Fontenet) — коммуна во Франции, находится в регионе Пуату — Шаранта. Департамент коммуны — Приморская Шаранта. Входит в состав кантона Сен-Жан-д’Анжели. Округ коммуны — Сен-Жан-д’Анжели.
Код INSEE коммуны — 17165.

## Население
Население коммуны на 2010 год составляло 381 человек.
| 1962 | 1968 | 1975 | 1982 | 1990 | 1999 | 2010 |
| ---- | ---- | ---- | ---- | ---- | ---- | ---- |
| 566  | 454  | 394  | 393  | 365  | 371  | 381  |